# Metridium parvulum
Metridium parvulum är en havsanemonart som beskrevs av McMurrich 1904. Metridium parvulum ingår i släktet Metridium och familjen Metridiidae. Inga underarter finns listade i Catalogue of Life.